# RME
RME株式会社（アールエムイー）は、声優のマネージメント主体の芸能事務所。日本芸能マネージメント事業者協会会員。代表取締役会長は柴田秀勝。代表取締役社長は柴田勝俊。

## 概要
2006年12月1日に設立登記。
名前の由来は Resolution called a Material Evolution （「素材からの脱却」の意）の各頭文字をとっている。
渋谷区にあった「株式会社アールエムイー」が前身と言われるが、現在のRMEとは経営者、株式とも全く別な法人である。
現在のRMEが設立にいたる際、旧アールエムイーから数名が所属し、設立メンバーとして現在のRMEの基盤を築くことに貢献した。

## 所属タレント
2025年8月時点。

### 男性
| あ行 - 新井慶太 - 石井雅人 - 市橋尚史 - 一衆 - 一之瀬和也 - 岩﨑洋介 - 大江隼人 - 大石慧太 - 小倉直寛 | か行 - 唐崎法幸 - 川上貴之 - 菊タロー - 清住健太 - 合田慎二郎 - 児玉孝徳 さ行 - 桜山聖也 - 佐々木小歌 - 澤村泰司 - 柴田秀勝 - 嶋村征太郎 | た行 - 高野智哉 - 津田顕輝 - 虎猛実 な行 - 仲台吉一 - 永谷将之 - 根本浩孝 は行 - 八鳥浩一 - 福里達典 | ま行 - 増田啓人 - 松尾直樹 - 御子神孝次 や行 - 横田和輝 - 吉富勇矢 - 淀川富貴 わ行 - 渡辺賢 - 渡辺真人 |

### 女性
| あ行 - 筏井かなえ - 伊藤あすか - 岩佐夏芽 - 岩松泉 - 上田那央 | か行 - かとう有花 - 蕪木冬華 - 唐沢英里 - 黒木ふくみ - 久德綾美 さ行 - 佐伯まおこ - 桜田みさお - 汐見雪菜 - 紫苑雪 - 清水じゅん - 白壁爽子 - 関ゆりえ - 芹澤千佳 - 千藤瑞月 | た行 - 高梨未侑 - 高橋春香 - 高橋有香 - 田邉夏那 - 谷茉柚花 - 巽香穂 - 竹内美香 - 千凛さくら - 友住吉良 - 友利優李乃 な行 - 仲里理央 - 夏嶋美緑 は行 - 花澤茜 - 花野綾音 - 英真有 - 福井爽香 | ま行 - 御崎真美 - 御手洗かりん - 向山直美 や行 - 山田きのこ - 山根希美 - 横田彩 - 吉田幸代 |

## かつて所属していた主なタレント
旧RME、モアナファクトリーを含む

### 男性
- 安芸此葉（現所属：StudioShamanika）
- 荒川太朗（フリー転向後死去）
- 入倉敬介（フリー）
- 伊藤聖将（フリー）
- 内野一（フリー）
- 大塚智則（現所属：リンク・エンタテインメンツ）
- 岡哲也（現所属：プロダクション・エース）
- 菊池康弘（現所属：アトミックモンキー）
- 木村竜二（旧芸名：木村裕二、フリー）
- 興津和幸（現所属：ケッケコーポレーション）
- 勝沼紀義（現所属：センテナリアエージェント契約）
- 桂一雅（現所属：大沢事務所）
- 神谷和夫（フリー）
- 佐々木祐介（現所属：B-Box）
- 佐藤友啓（現所属：アミュレート）
- 座間富士夫
- 瀬水暁（フリー）
- 高橋伸也（現所属：ラクーンドッグ）
- 瀧川鯉朝
- 富澤雄基（フリー）
- 中嶋将平（フリー）
- 花輪英司（現所属：ケンユウオフィス）
- ボンバー森尾（現所属：ディクトリー代表）
- 水野駿太郎（現所属：ぷろだくしょんバオバブ）
- 御園行洋（現所属：花組芝居）
- 横道毅

### 女性
- 秋共憬希（フリー）
- 朝比奈優樹（フリー）
- Ashir（フリー）
- 池田亜希子
- 梶田夕貴（フリー）
- 加藤沙織（現所属：アクセント）
- 加藤雅美
- 香月はるか（旧芸名：マイア、フリー）
- 杉岡洋美（旧芸名：河野ひろみ、現所属：アヤメプロモーション）
- 北川ゆめ（フリー）
- 倉本恵理（フリー）
- 小林美奈（現所属：ケッケコーポレーション）
- 佐藤麻子（現所属：81プロデュース）
- 篠原なるみ（現所属：FIRST WIND production）
- 鈴木弘子（現所属：賢プロダクション）
- 関根明子（在籍中に死去）
- 田中茉理花（フリー）
- 中条智世（フリー）
- 中村サチコ
- 永田佳代（フリー）
- 七海乃麻（現所属：ケンユウオフィス）
- 野方こはる（フリー）
- 羽吹梨里
- ひなたたまり（現所属：プロダクション・エース）
- 飛野かなこ（現芸名：渡辺ひなこ）
- 藤原あかり
- 堀江真理子（現所属：マーリエ・プロジェクト代表）
- 堀籠沙耶（現所属：ステイラック）
- 舞原ゆめ（フリー）
- 真木碧（フリー、フォレストリンク業務提携）
- 松野朋子
- 山田智子（フリー）
- 吉岡香織（現所属：キャラ）
- 吉田愛理
- 若宮春奈（現所属：アールグルッペ）

### ユニット
- まるまる学園放送部